# Leif Roden
Leif Roden Nielsen (født 3. marts 1948 i København, død 3. maj 2010 samme sted) var en dansk bassist, sanger og sangskriver. Han var i 1970'erne leder i Alrune Rod, et af de første og største dansksprogede beatbands, som inspirerede bl.a. Gnags, både musikalsk og socialt. Gruppen opløstes i 1975, men har siden 1990 givet en genforeningskoncert årligt. Roden blev senere producer for Bifrost, ligesom han også har produceret for bl.a. Malurt. Han udgav i 1980 soloalbummet Roden. Fra 1980'erne har han været ansat som udlejningschef for lydfirmaet Moto.